# Ditte Andersen
Ditte Due Andersen, född 27 januari 1975 i Vissenbjerg, Danmark är en inte längre aktiv handbollsspelare. Hon var högerhänt och spelade vänsternia.

## Karriär

### Klubblagskarriär
Hon inledde elitkarriären med 6 år i GOG men 2004 efter korsbandsskadan valde hon att skriva ett treårskontrakt med Ikast. Hon spelade bara för klubben i ett år och valde att gå till Horsens HK för att få mer speltid. Men sen återvände hon snart till GOG igen innan hon skulle spela VM 2005. Hon spelade där till 2007 då hon lämnade för Odense där hon spelade ett år innan hon blev assisterande tränare ett år till 2009. Sedan avslutade hon handbollskarriären med att bli klubbdirektör i HC Odense. men lämnade snart den tjänsten och satsade på en karriär utanför handbollen.

### Landslagskarriär
Ditte Andersen spelade under åren 2001 till 2005 65 landskamper och gjorde 97 mål för Danmark. Största framgången var att hon var med i EM 2002, som spelades i Danmark. Danmark vann mästerskapet och Ditte Andersen blev alltså europamästare. Landslagsdebut gjorde hon den 23 mars 2001 mot Tyskland. Ditte Andersen gjorde 4 mål i debutmatchen som spelades i Neubrandenburg i Weise Cup och Danmark förlorade 16-18. Ditte Andersen spelade VM 2001 i Italien för Danmark också och nådde där en fjärde plats. 2003 blev hon korsbandsskadad och spelade inte 2004 i landslaget. Andra halvåret 2005 spelade hon åter i landslaget och var med i VM 2005 där Danmark åter kom på fjärde plats. Bronsmatchen i VM 2005 blev hennes sista landskamp.

## Efter handbollskarriären
- Hon arbetade 2019 med personutveckling på Region Syddanmark

### Fotnoter
1. ↑  ”Ditte Andersen forlader GOG”. Arkiverad från originalet den 6 mars 2019. https://web.archive.org/web/20190306042957/https://www.tv2fyn.dk/artikel/ditte-andersen-forlader-gog. Läst 3 mars 2019.
2. ↑  ”Ikast Bording henter Ditte Andersen”. https://www.bt.dk/sport/ikast-bording-henter-ditte-andersen. Läst 2 mars 2019.
3. ↑  ”Ditte Andersen till Horsens”. https://www.fyens.dk/sport/Ditte-Andersen-til-Horsens/artikel/472299. Läst 2 mars 2019.
4. ↑  ”Ditte Andersen till GOG”. Arkiverad från originalet den 6 mars 2019. https://web.archive.org/web/20190306042635/https://www.tv2fyn.dk/artikel/ditte-andersen-til-gog. Läst 2 mars 2019.
5. ↑  Niels Abildtrup. ”Ditte Andersen ny direktör i Odense”. Fyens dk 8 april 2009. Arkiverad från originalet den 6 mars 2019. https://web.archive.org/web/20190306043651/https://www.fyens.dk/article/1220502:Sport--Ditte-Andersen-ny-direktoer-i-Odense-Haandbold. Läst 2 mars 2019.
6. ↑   Hon blev utsedd till sportchef då klubben drabbades av ekonomiska problem,
7. ↑  ”HC Odense overlever”. Extra Bladet. 3 juni 2011. https://ekstrabladet.dk/sport/haandbold/article4096618.ece. Läst 20 februari 2025.
8. ↑  ”DHDb / Ditte Andersen”. http://dhdb.hyldgaard-jensen.dk/spiller.php?id=2241. Läst 3 mars 2019.
9. ↑  ”Ditte Andersens korsband ödelagt”. https://www.bt.dk/sport/ditte-andersens-korsbaand-oedelagt. Läst 2 mars 2019.
10. ↑  ”Haslund info / Ditte Andersen”. http://www.haslund.info/haandbold/20_dame/20_spillere/anddit.asp. Läst 3 mars 2019.